# Anna Maria Ebeling
Anna Maria Hogguer-Ebeling (Amsterdam, 13 oktober 1767 – Vreeland, 29 juni 1812) was een Nederlands tekenaar en kunstverzamelaar.

## Leven en werk
Ebeling was een dochter van koopman mr. Ernestus Ebeling (1738-1796) en Maria Elizabeth Hasselgreen (1747-1767). Ze hield van tekenen en kreeg daarin les van Pieter Louw, directeur aan de Stadstekenacademie, en later van Izaäk Schmidt. Ebeling trouwde in 1788 met Paul Iwan Hogguer (1760-1816), koopman en bankier. Hij werd in 1814 de eerste directeur van De Nederlandsche Bank en een jaar later verheven in de Nederlandse adel, met het predicaat jonkheer. Uit hun huwelijk werd een dochter Ernestina Henrietta Maria Paulina (1790-1811) geboren, die door haar beide ouders werd overleefd.
In 1798 ontving Hogguer-Ebeling de gouden medaille van de Maatschappij tot Redding van Drenkelingen nadat zij een 13-jarige jongen die in de gracht was geraakt in haar eigen huis had gereanimeerd. In 1801 werd zij honorair lid van de Stadstekenacademie. De in 1718 opgerichte Stadstekenacademie, voorloper van de Koninklijke Academie, liet geen vrouwen als lid toe. Zij konden vanaf 1801 wel benoemd worden tot honorair lid. Tussen 1801 en 1821 gebeurde dat 23 keer, Hogguer-Ebeling was de eerste vrouw die deze eer te beurt viel.
Anna Maria Hogguer-Ebeling overleed op 44-jarige leeftijd op huize Slotzicht in Vreeland.
Kunstverzameling

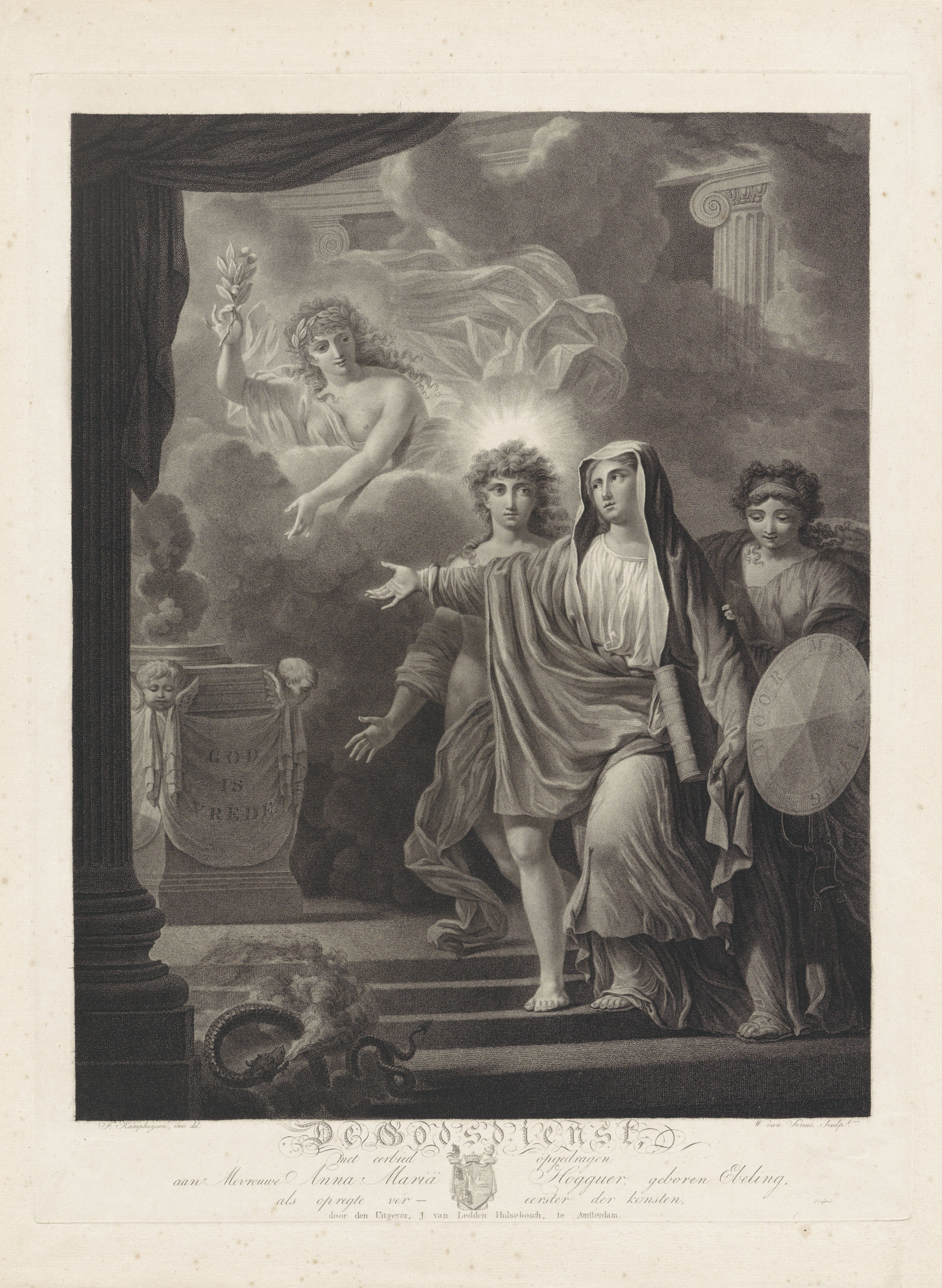
Allegorische voorstelling van de Godsdienst opgedragen aan Anna Maria Hogguer-Ebeling, "als opregte vereerster der konsten".

Dankzij de "goedaartigheid en teedere liefde van haren Echtgenoot" was Hogguer-Ebeling in staat een kunstverzameling op te bouwen met ruim 130 schilderijen, van onder anderen Ludolf Bakhuizen, Pieter de Hooch, Meindert Hobbema, Willem van Mieris, Paulus Potter en Jan Steen, Jacob de Wit, ruim 250 beeldhouwwerken (beeldjes, bustes en reliëfs, waaronder 19 werken van Francis van Bossuit), bijna 900 munten en penningen, daarnaast tekeningen, prenten, zilverwerk en curiosa.
Na het overlijden van het echtpaar Hogguer werd in augustus 1817 in hun huis aan de Herengracht haar kunstverzameling geveild door de makelaars Philippus van der Schley, Cornelis Sebille Roos en Jeronimo de Vries. Tot de geveilde werken behoorden "kostbare schilderijen, teekeningen, prenten, beeldwerk, in marmer, ivoor, metaal, hout enz. schilderwerk in miniatuur en op glas; amaille, agaat, mosaiek, barnsteen, schildpad, en andere keurige en zeldzame rariteiten; alsmede fraaije penningen, munten, enz." De veiling bracht zo'n 80.000 gulden op. Tot het geveilde zilverwerk behoorden onder meer een lampetkan en schaal van Paulus van Vianen, met voorstellingen uit de geschiedenis van Diana en Callisto, die in 1947 werden opgenomen in de collectie van het Rijksmuseum Amsterdam. Ook andere stukken kwamen in museale collecties terecht.
- Biografisch Portaal: 14292801
- Digitale Bibliotheek voor de Nederlandse Letteren: ebel005
- International Standard Name Identifier: 0000 0003 8946 0865
- Nederlandse Thesaurus van Auteursnamen: 073281328
- RKD-Nederlands Instituut voor Kunstgeschiedenis: 420649
- Virtual International Authority File: 282824799
- WorldCat: E39PBJqBwFwdf3jrd9k8yqTyh3